# William Roughead
William Roughead (1870 – 1952) var en skotsk advokat, amatörkriminolog, redaktör och essäskrivare. Han var en viktig tidig true crime-författare.
Enligt Joyce Carol Oates var Rougheads inflytande "enormt". Hans berättelser om mordfall och rättegångar var kortfattade och har jämförts med folksagor på grund av dess moraliserande. Rougheads kanske största prestation var hans analys av Oscar Slaters rättegång för mordet på Marion Gilchrist 1908. Roughead hjälpte Arthur Conan Doyle, Craigie Aitchison och William Park i nästan 20 år och avslöjade svagheter i kronans fall och, citerades även som vittne i överklagandet av domen från 1928.

Som Luc Sante beskrev i introduktionen till Classic Crimes (2000), en samling av Rougheads essäer, skilde sig Roughhead från en stor mängd samtida brottsförfattare:
| ” | Roughead is not especially interested in clever paradoxes and neat resolutions; in fact he is not nearly as fascinated by the clue-hunting and deductive cogitation aspects of his cases as he is by their elaboration in the courtroom. A murder for him is of interest chieﬂy insofar as it provides the premise for a rich, complex trial at which personalities can clash, unfold, reveal their wrinkles. | „ |

## Böcker
- Rhyme without Reason (1901)
- Trial of Dr. Pritchard (1906)
- Trial of Captain Porteous (1909)
- Bibliography of the Porteous Mob (1909)
- Trial of Oscar Slater (1910 & 2nd ed. rev. 1925)
- Trial of Mrs. M'Lachlan (1911)
- Twelve Scots Trials (1913)
- Trial of Deacon Brodie (1914)
- Trial of Mary Blandy (1914)
- Burke and Hare (1921)
- Glengarry's Way and Other Studies (1922)
- The Fatal Countess and Other Studies (1924)
- A Rich Man and Other Stories (1925)
- Trial of Jessie M'Lachlan (2d ed. rev. 1925 & 3d ed. 1950)
- The Rebel Earl and Other Studies (1926)
- The Trial of Katharine Nairn (1926)
- Malice Domestic (1928)
- The Evil that Men Do (1929)
- Trial of John Donald Merrett (1929)
- Bad Companions (1930)
- What Is Your Verdict? (1931)
- In Queer Street (1932)
- The Trial of John Watson Laurie (the Arran Murder) (1932)
- Rogues Walk Here (1934)
- Famous Crimes (1935)
- Knave's Looking Glass (1935)
- The Riddle of the Ruthvens and Other Studies (1936)
- Mainly Murder (1937)
- The Enjoyment of Murder (1938)
- The Seamy Side (1938)
- Murder and More Murder (1939)
- Neck or Nothing (1939)
- The Murderer's Companion (1941)
- Reprobates Revisited (1941)
- The Art of Murder (1943)
- Nothing But Murder (1946)
- Classic Crimes: A Selection from the Works of William Roughead (1951)
- Tales of the Criminous: A Selection from the Works of William Roughead (1956)